# Một lần đi bụi
Một lần đi bụi là bộ phim điện ảnh truyền hình được thực hiện bởi Trung tâm Phim truyền hình Việt Nam, Đài Truyền hình Việt Nam, do Trần Quốc Trọng làm đạo diễn. Phim được chuyển thể từ truyện ngắn cùng tên của Trần Hoài Văn, cũng là biên kịch bộ phim. Phim phát sóng lần đầu vào lúc 15h00 ngày 9 tháng 4 năm 2006 trong chương trình Văn nghệ Chủ Nhật trên kênh VTV3.

## Diễn viên
- Trọng Khôi trong vai Ông Thành
- Phương Khanh trong vai Bà Nguyệt
- Văn Anh trong vai Cường
- Nguyễn Kiều Anh trong vai Linh
- Minh Nguyệt trong vai Thảo
- Quang Lâm trong vai Khanh
- Công Dũng trong vai Quân
- Hữu Độ, Phú Thăng, Văn Cường...

## Sản xuất
Vai diễn Linh vốn được chọn cho Đàm Hằng nhưng vì bận chuẩn bị đám cưới và không được người nhà ủng hộ nên cô phải bỏ vai diễn.

## Giải thưởng
| Năm  | Giải thưởng                                | Hạng mục      | (Người) đề cử | Kết quả         | Tham khảo |
| ---- | ------------------------------------------ | ------------- | ------------- | --------------- | --------- |
| 2006 | Giải Cánh diều 2005                        | Phim video    | —             | Cánh diều Vàng  | [ 1 ]     |
| 2006 | Liên hoan Truyền hình toàn quốc lần thứ 25 | Phim ngắn tập | —             | Huy chương Vàng | [ 3 ]     |